# Empoasca alfalfae
Empoasca alfalfae är en insektsart som beskrevs av Evans 1940. Empoasca alfalfae ingår i släktet Empoasca och familjen dvärgstritar. Inga underarter finns listade i Catalogue of Life.